# Leptotarsus perornatus
Leptotarsus perornatus är en tvåvingeart som först beskrevs av Alexander 1929.  Leptotarsus perornatus ingår i släktet Leptotarsus och familjen storharkrankar. Inga underarter finns listade i Catalogue of Life.